# Señorita México 1999
Señorita Turismo México 1999 fue la 40.ª edición del certamen Señorita México la cual se realizó en el Centro de Espectáculos "Escena" de la ciudad de Monterrey, Nuevo León el jueves 2 de diciembre de 1999. Veintisiete candidatas de toda la República Mexicana compitieron por el título nacional, el cual fue ganado por Katya Chaires de Chihuahua quien competiría en Miss Tourism International 2000, sin embargo tras la pérdida de la franquicia, no asistió a ningún certamen. Chaires fue coronada por la Señorita México 1981 Judith Grace, convirtiéndose en la quinta chihuahuense en ganar este título.
A Michelle Chen de Guerrero se le otorgó el título de Miss Mundo México 1999, compitiendo en Miss Asia Pacific International 2000 en Filipinas.

## Antecedentes
Cada ganadora del certamen Señorita México, desde 1952, fue la encargada de representar a México en Miss Universo de 1952 a 1994, sin embargo, en los años 1981 y 1982 se le otorgó el título de Señorita Turismo México al fusionar ambos certámenes nacionales. En 1981 la ganadora de este certamen fue la regiomontana Judith Grace González Hincks, principal promotora de la realización del evento en 1999 con el apoyo de la Dirección de Acción Cívica del estado de Nuevo León, y fue así mediante esta gestión que el Sr. Carlos Guerrero, dueño de la marca Señorita México, facilitó los derechos a fin de que se pudiera realizar esta edición del concurso nacional de belleza bajo el nombre Señorita Turismo México. Esta sería la penúltima edición de este certamen nacional.

## Resultados
| Posición                     | Candidata |
| Señorita Turismo México 1999 | - Chihuahua - Katya Chaires |
| 1.ª Finalista                | - Guerrero - Michelle Chen |
| 2.ª Finalista                | - Nuevo León - Margarita Pérez |
| 3.ª Finalista                | - Sonora - Ana Mendívil |
| 4.ª Finalista                | - Veracruz - Mirna Patiño |
| Top 12                       | - Aguascalientes - Mayra Salazar - Baja California - Lorena Gómez - Estado de México - Ivonne Corona - Hidalgo - Evelyn Pavía - Jalisco - Nohemí Gómez - Sinaloa - Xóchitl Félix - Zacatecas - Beatriz Hernández |

### Premios Especiales
| Premio             | Candidata                  |
| Señorita Simpatía  | - Jalisco - Nohemí Gómez   |
| Señorita Fotogenia | - Veracruz - Mirna Patiño  |
| Señorita Elegancia | - Guerrero - Michelle Chen |

## Candidatas
| Estado              | Candidata                       |
| Aguascalientes      | Mayra Salazar Partida           |
| Baja California     | Lorena Gómez González           |
| Baja California Sur | Yusalet Moreno                  |
| Campeche            | Rita Eva Macías Morales         |
| Chiapas             | Rocio Carolina Cariño Salazar   |
| Chihuahua           | Katya Zulema Chaires Arce       |
| Colima              | Guadalupe Liliana Pérez Chávez  |
| Durango             | Mayte Guevía                    |
| Estado de México    | Ivonne Corona Ley               |
| Guanajuato          | Paola Barba Durán               |
| Guerrero            | Michelle Chen Araujo            |
| Hidalgo             | Evelyn Pavía                    |
| Jalisco             | Nohemí Deyanira Gómez López     |
| Nayarit             | Ana Altamirano                  |
| Nuevo León          | Edna Margarita Pérez Hernández  |
| Oaxaca              | Dulce María Martínez Córdoba    |
| Puebla              | Greta Balderas Torres           |
| Querétaro           | Melissa Meléndez Vallejo        |
| Quintana Roo        | Mary Sony Escalante Musa        |
| San Luis Potosí     | Lorena Olivia Nápoles           |
| Sinaloa             | Xóchitl Félix Cuadra            |
| Sonora              | Ana Carolina Mendívil Contreras |
| Tabasco             | Janeth Bojórquez                |
| Tamaulipas          | Mirna Ivette Quintanilla        |
| Veracruz            | Mirna Patiño                    |
| Yucatán             | María Elena Morales             |
| Zacatecas           | Beatriz Hernández               |

## Sobre los Estados en Señorita México 1999

### Estados que se retiran de la competencia
- -  Distrito Federal
  -  Coahuila
  -  Michoacán
  -  Morelos
  -  Tlaxcala

## Crossovers
| Miss Tourism International - 2000: Chihuahua - Katya Chaires (No Compitió) Miss América Latina - 1999: Guanajuato - Paola Barba Miss Asia Pacific International - 2000: Guerrero - Michelle Araujo | Dream Girl of the World - 1998: Guerrero - Michelle Araujo (Ganadora) Miss Piel Dorada Internacional - 2000: Guerrero - Michelle Araujo (Ganadora) |